# امان‌دانس
امان‌دانس (به فرانسوی: Amondans) یک کمون در فرانسه است که در Canton of Amancey واقع شده‌است.

## خصوصیات
امان‌دانس ۵٫۶۸ کیلومترمربع مساحت و ۹۴ نفر جمعیت دارد.